# Anicla pauper
Anicla pauper är en fjärilsart som beskrevs av Butler 1878. Anicla pauper ingår i släktet Anicla och familjen nattflyn. Inga underarter finns listade i Catalogue of Life.